# Ártúnshöfði
Ártúnshöfði är en udde i republiken Island.   Den ligger i regionen Höfuðborgarsvæði, i den sydvästra delen av landet, 3 km öster om huvudstaden Reykjavík.
Terrängen inåt land är lite kuperad. Havet är nära Ártúnshöfði åt nordväst.Runt Ártúnshöfði är det tätbefolkat, med 397 invånare per kvadratkilometer. Närmaste större samhälle är Reykjavík, 3,4 km väster om Ártúnshöfði. I omgivningarna runt Ártúnshöfði växer i huvudsak barrskog.